# اسامه الفزانی
اسامه الفزانی (انگلیسی: Osama Mohamed El Fezzani؛ زادهٔ ۲۳ فوریهٔ ۱۹۷۸) بازیکن فوتبال اهل لیبی بود.